# Агрия
„Агрия“ е предприятие за производство на химически средства за растителна защита. Създадено е в Пловдив през 1932 г. като акционерно дружество „Агрохимическа индустрия“.
Акционерното дружество произвежда и преработва никотинови катрани за медицински цели, сапуни и препарати за растителна защита. През 1934 г. започва производството на карболинеум – първият български инсектицид. Той се произвежда на основата на растителни суровини чрез суха дестилация на дървесина. По-късно започва да се произвежда и креолин, който е първият ветеринарномедицински препарат. Той се използва за къпане на овцете срещу краста. През 1947 г. акционерното дружество е национализирано и уедрено с други предприятия. От 1970 г. е химически завод „Агрия“. През 1982 г. е основно реконструиран и модернизиран. Произвеждат се инсектициди, фунгициди, хербициди, солна киселина, калиева основа и др От 1991 г. предприятието става държавно акционерно дружество, а през 1997 г. е приватизирано.